# Julius Wagner-Jauregg
Julius Wagner Ritter von Jauregg (Wels, 7. ožujka 1857. – Beč, 27. rujna 1940.), austrijski liječnik, dobitnik Nobelove nagrade za fiziologiju ili medicinu. 

## Životopis
Studirao je medicinu na Sveučilištu u Beču od 1874. do 1880.
Od 1883. do 1887. radio je s Maximilian Leidesdorfom u psihijatrijskoj klinici.
1889. naslijedio je slavnog Richard von Krafft-Ebing na neuro-psihijatriskoj klinici Sveučilišta u Grazu, gdje je započeo svoje istraživanje gušavosti, kretenizma i joda.
1893. postao je izvanredni profesor psihijatrijskih i neuroloških bolesti i Ravnatelj klinike za psihijatrijske i neurološke bolesti u Beču, kao nasljednik Theodor Meynerta.
Wagner-Jauregg je najviše proučavao i istraživao teme vezane uz liječenje mentalnih bolesti uz pomoću bolesti koje uzrokuju vručicu. Svoja istraživanja je započeo 1887. liječenjem psihoza pomoću erezipela i tuberkulina. Nakon početnih neuspjeha, 1917. cijepio je oboljele od paralitičke demencije uzrokovane neurosifilisom, parazitima uzročnicima malarije. Terapija se pokazala uspješnom. Zbog svog otkrića dobio je 1927. Nobelovu nagradu za fiziologiju ili medicinu. Knjiga Verhütung und Behandlung der progressiven Paralyse durch Impfmalaria (Prevencija i liječenje progresivne paralize cijepljenjem malarije) u Memorial Volume Handbuch der experimentellen Therapie, (1931), njegov je najvažniji rad.
1928.g., Wagner-Jauregg povukao se sa svoga radnog mjesta.

## Vanjske poveznice
- Životopis na Nobelprize.org (engl.)